# Khvājeh Kandī
Khvājeh Kandī (persiska: خواجه كندی) är en ort i Iran.   Den ligger i provinsen Hamadan, i den nordvästra delen av landet, 280 km väster om huvudstaden Teheran. Khvājeh Kandī ligger 1 834 meter över havet och antalet invånare är 252.
Terrängen runt Khvājeh Kandī är lite kuperad.Runt Khvājeh Kandī är det ganska tätbefolkat, med 65 invånare per kvadratkilometer. Närmaste större samhälle är Khabar Arkhī, 9,8 km väster om Khvājeh Kandī. Trakten runt Khvājeh Kandī består i huvudsak av gräsmarker.